# Арай (бог)
Арай (арм. Արայ) или Арарич (арм. Արարիչ) — бог войны в дохристианской Армении, родственный греческому Аресу. По одной из традиций, почитался как умирающий-воскресающий бог, родственный воскресающему богу хеттов. Возможно имя Арай произошло от имени грузинский бога сельского хозяйства Арало.